# Детенице
Детенице (на чешки: Dětenice) e чешка община (муниципалитет) в окръг Ичин на Краловохрадецкия край.
Община Детенице се състои от три исторически части:
- Детенице
- Осенице
- Бродек

Съгласно преданието, князът на Чехия, Олдржих (1012—1034) по време на лов (по друга версия, княз Бржетислав I (1034—1055) по време на поход) намира в местната гора две изоставени момченца и от жалост заповядва на това място за тях да се основе село. От думата за деца произлязло и името на селото. Първото документирано споменаване на селището Детенице е от 1052 г.
През XVII век Детенице принадлежи на рода Валдщейн. При тях е разширена църквата Рождество на Дева Мария в Осенице (1650) и от хуситска е преобразувана в католическа и предадена в римокатолическо църковно владение (1663) 
Основните забележителности на Детенице са бароковия замък, капелата Свети Ян Непомук в  Осенице,  църквата Рождество на Дева Мария (Осенице).